# OSINT
OSINT (sigla para Open source intelligence) é o termo usado, principalmente em inglês, para descrever a inteligência, no sentido de informações, como em serviço de inteligência, obtida através dados disponíveis para o público em geral, como jornais, redes sociais, revistas científicas e emissões de TV.
Os estudos relacionados as informações obtidas pelo OSINT são peça fundamental, desde o combate ao terrorismo e a preservação de segredos estatais até empresas de marketing, para encontrar o perfil de prósperos clientes. Entende-se que os meios obtidos podem se dar também em ambientes corporativos, onde o objetivo será a proteção da propriedade intelectual e de seus clientes, para tal fim haverá esforços em equipes especializadas em segurança da informação evitando ataques por criminosos digitais, seja pelo pioneirismo do OSINT nas cadeias de ataque do tipo Cyber Kill Chain.